# Magistralni put 27
Die Magistralni put 27 ist eine Bundesstraße in Serbien. Sie beginnt in Loznica und führt in östlicher Richtung über Valjevo, Lazarevac und Topola nach Svilajnac. Zwischen Ćelije und Lazarevac ist sie Teil der Europastraße E763.